# Občina Moravče
Občina Moravče je ena od občin v Republiki Sloveniji z okoli 5.500 prebivalci. Središče občine so edino večje sklenjeno naselje - Moravče.
Površina občine obsega 3 % delež slovenskega ozemlja. Povprečna nadmorska višina območja je med 400 om 500 mnm in spada v predalpsko Posavsko hribovje. Pokrajinski videz Moravške doline je kmetijski, čeprav je največ aktivnih prebivalcev zaposlenih v industrijskih in drugih dejavnostih izven občine. V nižinskem predelu je okrog 30 manjših naselij, ki imajo večinoma nekaj deset prebivalcev, redko pa preko 100. Največji kraj, Moravče, ima preko 900 prebivalcev.

## Naselja v občini
Dešen, Dole pod Sv. Trojico, Dole pri Krašcah, Drtija, Dvorje, Češnjice pri Moravčah, Gabrje pod Limbarsko Goro, Gora pri Pečah, Gorica, Goričica pri Moravčah, Hrastnik, Hrib nad Ribčami, Imenje, Katarija, Krašce, Križate, Limbarska Gora, Moravče, Mošenik, Negastrn, Peče, Ples, Podgorica pri Pečah, Podstran, Pogled, Pretrž, Prikrnica, Rudnik pri Moravčah, Selce pri Moravčah, Selo pri Moravčah, Serjuče, Soteska pri Moravčah, Spodnja Dobrava pri Moravčah, Spodnja Javoršica, Spodnji Prekar, Spodnji Tuštanj, Stegne, Straža pri Moravčah, Sveti Andrej, Velika vas, Vinje pri Moravčah, Vrhpolje pri Moravčah, Zalog pri Kresnicah, Zalog pri Moravčah, Zgornja Dobrava, Zgornja Javoršica, Zgornje Koseze, Zgornji Prekar, Zgornji Tuštanj

## Vodotoki
- Rača, potok
- Drtijščica, potok

## Turistične zanimivosti
V občini Moravče leži grad Tuštanj, kjer poleti potekajo kulturne prireditve, obenem so kraji iz okolice trga izhodišče za vzpon na Limbarsko goro s cerkvijo sv. Valentina. 

## Zgodovina občine Moravče

### 1849 - 1918
- Občina Moravče spada pod sodni okraj Kamnik.
- Leta 1851 veliko število majhnih krajevnih občin želijo združiti v večje. Načrt je predlagal združitev vseh krajevnih občin v Moravški dolini v občino Moravče, a ni bil izveden.
- Pod občino Moravče leta 1870 spadajo kraji: Sv. Andrej, Gorica, Sv. Mohor, , Češnice, Krašce, Moravče, Verhpolje, Zgornja Javoršica, Zgornji Tustanj, Podorh, Svinje, Spodnja Javoršica, Spodnji Tustanj.
  - Občina Moravče je skupno štela 400 hiš in 2140 prebivalcev.
- Leta 1880 občina Moravče šteje 378 hiš in 2034 prebivalcev (938 moških, 1096 žensk).
  - Vsi prebivalci občine Moravče so se opredelili za katolike.
  - Vsi prebivalci občine so za občevalni jezik uporabljali slovenščino.
  - Občina je tistega leta imela svojo župnijo, ljudsko šolo in pošto.

- Leta 1894 občina Moravče obsega 24,76km², število hiš se poveča na 388, prebivalcev na 2090 (942 moških, 1148 žensk)
  - Vsi prebivalci občine so se opredelili za katolike.
  - 2089 prebivalcev je za občevalni jezik izbralo slovenščino, 1 nemščino.
- Občina se po velikosti leta 1900 ni spreminjala, število hiš se poveča na 408, število prebivalcev upade na 2018 (928 moških, 1090 žensk)
  - Število ljudskih šol v občini se je povečalo na 3, v občini so delovali 3 orožniki, babica, pošta, gasilsko društvo, 2 dušeskrbna beneficija, pošta, hranilno in posojilno društvo in brzojavna postaja.

- Zadnji Avstro-ogrski popis prebivalstva leta 1910 v občini Moravče navede 413 hiš in 1961 prebivalcev (941 moških, 1020 žensk).
  - Vsi prebivalci občine so se opredelili za katolike.
  - 1959 prebivalcev je za občevalni jezik izbralo slovenščino, 2 nemščino.
  - V občini deluje mlin.
  - V občini prebiva en tujec.

### 1918 - 1941
- Občina Moravče leta 1921 šteje 1954 prebivalcev.
  - Vsi prebivalci občine so se opredelili za katolike.
  - 1952 prebivalcev je kot materni jezik izbralo slovenščino, 1 nemščino, 1 češkoslovaški jezik.

- Konec leta 1931 v občini Moravče živi 1978 prebivalcev (925 moških, 1053 žensk)
  - 1977 prebivalcev svojo vero izrazi kot rimokatoliško, 1 kot muslimansko.
- Leta 1933 se občini Moravče pridružijo bivše občine Drtija, Peče in Sv. Trojica.
- Leta 1937 občina Moravče obsega 55.78km², ima 699 hiš ter 3820 prebivalcev.
  - Občani se ukvarjajo s kmetijstvom in živinorejo, a v večji meri za samooskrbo.
  - Mleko, jajca in perutnino prebivalci prodajajo v Ljubljano in Zagorje.
  - Kot domača obrt je razvito pletenje slamnatih kit za tovarne slamnikov v Domžalah in okolici.
- Leta 1941 občina Moravče, ki sodi pod okraj Kamnik, šteje 702 hiši. V občini živi 3724 prebivalcev (1845 moških, 1879 žensk).

### 1941 - 1945

#### Nemška okupacija
- Nemški okupator je prvič prišel v Moravče 15. aprila 1941. Po zasedbi razglasijo, da mora na vsaki hiši viseti nemška zastava in uvedejo zaplembo vsega orožja, radijskih aparatov, motornih koles in avtomobilov.
- Nemška žandarmerija se je kmalu za tem naselila v kaplanijo, ki jo je utrdila.
- 4. maja 1941 so Nemci razpustili občinsko upravo v Moravčah in odstavili župana Ignaca Lavriča. Namesto njega nastavijo komisarja Josipa Napokoja.
  - 7. maja 1942 so Napokoja zaradi sodelovanja z OF odstranili. Namesto Napokoja so za komisarja nastavili Ivana Fugarja, ki je bil na položaju do srede leta 1944.

- Vse slovenske šole so leta 1941 zaprli, vsi napisi so postali zgolj nemški.
  - Uvedene so nemške šole, za odrasle je uveden tečaj nemščine.

- Konec junija 1941 okupator izvede tudi pregled »čistosti« rase in prebivalce razdelil na 4 kategorije.
- Iz Moravške doline je bilo v procesu deportacij izseljenih približno 20 ljudi.

#### Partizansko osvobojeno ozemlje
- Marca 1944 so enote NOV in PO Slovenije uspešno napadle in porušile orožniško ter policijsko postojanko in osvobodile Moravče.
- Moravška dolina za več kot 9 mesecev postane osvobojeno ozemlje brez sovražnikove prisotnosti.
- Delovanje v Moravčah prevzameta rajonski komite KPS in rajonski odbor OF.
- Cilj okrajnega odbora OF za Moravško dolino je bil organizacija in koordinacija političnih dejavnosti na tem območju.
- Maja 1944 se je okrajni odbor OF v Moravčah kljub težavam zaradi okupatorjevih vdorov pri uvedbi ljudske oblasti osredotočil na organizacijo partizanskega šolstva.
  - V Moravčah je potekal slovenski jezikovni tečaj za učence 1. in 2. razreda.

### 1945 - 1991
- 22. maja 1945 je bila vsa Moravška dolina združena v okraju Domžale, ki je obstajal zgolj 2 meseca, nato je bil priključen okraju Kamnik.
- Krajevni ljudski odbor Moravče je leta 1945 združeval Moravče, Gorico, Rudnik, Češnjice, Drtijo, Zalog in Podstran, leta 1946 se mu pridružijo še Krajevni ljudski odbor Soteska – Limbarska gora in naselja Kovačija, Štebalija, Štorovje in Žerenk. Leta 1947 dodatno še naselji Dešen in Katarija.
  - Krajevni ljudski obdor je za potrebe prebivalstva ustanovil več krajevnih podjetij, vse reorganizacije je preživelo zgolj Mizarstvo Moravče.
  - Prva leta po vojni v Moravčah obratuje obnovitvena zadruga.

- Leta 1952 občina Moravče deluje znotraj okraja Ljubljana
  - Občina šteje 3585 prebivalcev.
  - Nastane krajevni ljudski odbor Moravče, kateremu se leta 1955 pridružijo zaselki katastrske občine Velika vas brez Ribč. Celotna Moravška dolina je združena v eni občini.
  - V Moravčah uspešno obratuje podjetje Rašica.
- Leta 1959 je občina Moravče priključena občini Domžale.
  - Po združitvi z občino Domžale so v občini Moravče zgrajene nova šola s telovadnico, nov kulturni dom, gasilski dom, asfaltirane ceste in industrijski obrati.
- Leta 1965 se je v Moravčah začela gradnja Osnovna šola Jurija Vege, ki je bila končana leta 1967.
- Leta 1974 je bil v občini Moravče vpeljan delegatski sistem.

### 1991 - 2023
- Državni zbor je 26. aprila 1994 sprejel odlok o določitvi referendumskih območij za ustanovitev občin, kjer so bili predvideni referendumska glasovanja na 340 območjih.
  - Občina Moravče je bila predvidevana v vseh treh referendumih, v modelu 163, 239 in 340 občin.
  - Istega leta državni zbor sprejme Zakon o ustanovitvi občin ter o določitvi njihovih območij in tako je leta 1994 ustanovljena občina Moravče.
- Leta 1996 je župan Jože Razpotnik sprejel sklep o odcepitvi vasi Zalog pod Sv. Trojico in Kokošnje od občine Moravče.
- Leta 1996 ima občina Moravče 4323 prebivalcev, leta 1998 pa 4370.
- Leta 2019 je v občini Moravče postavljena prva javna polnilna postaja za električne avtomobile in skulptura ‘’Kipa svobode’’, ki spominja na Donalda Trumpa. Avtor skulpture je Tom Schlegl.
- Leta 2023 je v občini Moravče registriranih 5613 prebivalcev.

## Hribovja
(razvrstitev po višini)
- Slivna, planota (najvišji vrh v občini: Pivkelj vrh, 880 m)
- Cicelj (836 m); najbolj obiskani vrh na grebenu Ciclja je Sv. Miklavž (742 m)
- Limbarska gora (vrh: Sveti Valentin) (773 m)
- Veliki vrh (763 m)
- Murovica (743 m)
- Sveti Mohor (511 m)

## Znane osebnosti, rojene v občini
- Fran Detela, književnik (Moravče)
- Jurij Vega, matematik (Zagorica)
- Dane Zajc, književnik (Zgornja Javoršica)
- Primož Peterka, smučarski skakalec, (Prikrnica)
- Jože Urbanija, književnik (Spodnja Dobrava, Moravče)

## Gradovi v občini
- grad Belnek
- gradič Češnjice
- grad Križate
- grad Limbar
- grad Moravče
- grad Koprivnik (Rabensberk)
- grad Rožek
- grad Tuštanj
- grad Zalog